# Taranucnus ornithes
Taranucnus ornithes är en spindelart som först beskrevs av Barrows 1940.  Taranucnus ornithes ingår i släktet Taranucnus och familjen täckvävarspindlar. Inga underarter finns listade i Catalogue of Life.